# 第40回ボストン映画批評家協会賞
40th BSFC Awards

2019年12月15日

作品賞: 

ストーリー・オブ・マイライフ/わたしの若草物語
第40回ボストン映画批評家協会賞（だい40かいボストンえいがひひょうかきょうかいしょう）は2019年の映画を対象としており、2019年12月15日に受賞者が発表された。

## 受賞一覧

### 作品賞
- 『ストーリー・オブ・マイライフ/わたしの若草物語』

### 監督賞
- ポン・ジュノ - 『パラサイト 半地下の家族』

### 主演男優賞
- アダム・サンドラー - 『アンカット・ダイヤモンド』

### 主演女優賞
- シアーシャ・ローナン - 『ストーリー・オブ・マイライフ/わたしの若草物語』

### 助演男優賞
- ブラッド・ピット - 『ワンス・アポン・ア・タイム・イン・ハリウッド』

### 助演女優賞
- ローラ・ダーン - 『マリッジ・ストーリー』

### アンサンブル・キャスト賞
- 『ストーリー・オブ・マイライフ/わたしの若草物語』

### 脚本賞
- クエンティン・タランティーノ - 『ワンス・アポン・ア・タイム・イン・ハリウッド』

### 撮影賞
- クレール・マトン - 『燃ゆる女の肖像』

### 編集賞
- セルマ・スクーンメイカー - 『アイリッシュマン』

### アニメ映画賞
- 『失くした体』

### 外国語映画賞
- 『パラサイト 半地下の家族』 韓国

### ドキュメンタリー映画賞
- 『ハニーランド 永遠の谷』

### 新人映画人賞
- ジョー・タルボット - 『ラストブラックマン・イン・サンフランシスコ』

### 音楽賞
- アレクサンドル・デスプラ - 『ストーリー・オブ・マイライフ/わたしの若草物語』